# Massacre de Palmiry

Des femmes polonaises conduites par des soldats allemands sur le site d'exécution à Palmiry, 1940.

Le massacre de Palmiry est une série de tueries de masses perpétrées par les forces allemandes de répression (SS et police régulière), pendant la Seconde Guerre mondiale, près du village de Palmiry dans la forêt de Kampinos au nord-ouest de Varsovie.

## Massacres
Entre décembre 1939 et juillet 1941, plus de 1 700 Polonais non juifs et Polonais d'origine juive, qui étaient la  plupart des détenus de la prison de Pawiak à Varsovie, sont exécutés par les SS et l'Ordnungspolizei dans une clairière de la forêt de Kampinos près du village de Palmiry. 
Le pic du massacre s'est déroulé les 20 et 21 juin 1940, lorsque 358 membres de l'élite politique, culturelle et sociale polonaise sont assassinés en une seule opération.
Palmiry est l'un des sites les plus tristement célèbres des crimes allemands en Pologne et « l'un des lieux les plus notoires d'exécutions de masse » en Pologne.  
Avec le massacre de Katyń, cet événement devint emblématique du martyr de l'intelligentsia polonaise pendant la Seconde Guerre mondiale.

## Sorts des responsables
Certains des auteurs du massacre de Palmiry furent traduits en justice. Ludwig Fischer, gouverneur du district de Varsovie en 1939-1945, et le  colonel SS ou  Standartenführer SS Josef Meisinger, qui occupait le poste de commandant de la police allemande (Si-Po) et du service de sécurité (SD) à Varsovie entre 1939 et 1941, ont été arrêtés après la guerre par les forces soit anglaises soit américaines et ont été remis aux autorités polonaises. Leur procès s'est tenu entre le 17 décembre 1946 et le 24 février 1947. Le 3 mars 1947, le Tribunal national suprême de Varsovie les condamna tous deux à mort. Meisinger et Fischer furent pendus dans la prison de Mokotów en mars 1947.
Le général de division SS ou SS-Gruppenführer Paul Moder, chef supérieur de la SS et de la Police du district de Varsovie en 1940-1941, fut tué au combat sur le front de l'Est en février 1942.